# Paku Sengkunyit
Paku Sengkunyit is een bestuurslaag in het regentschap Ogan Komering Ulu van de provincie Zuid-Sumatra, Indonesië. Paku Sengkunyit telt 5038 inwoners (volkstelling 2010).